# Galacticídeos
Galacticídeos (Galacticidae) é uma família de insectos da ordem Lepidoptera.

## Géneros
Estão descritos os seguintes géneros:
- Galactica Walsingham, 1911
- Homadaula Lower, 1907
- Tanaoctena Turner, 1913